# (489) Comacina
(489) Comacina ist ein Asteroid des Hauptgürtels, der am 2. September 1902 vom italienischen Astronomen Luigi Carnera entdeckt wurde.
Benannt ist der Asteroid nach der Isola Comacina im Comer See, Italien.